# Кальненко Володимир Іванович
Кальненко Володимир Іванович ( 21 січня 1944 р., с. Кожухівка Васильківського (нині Фастівського) р-ну Київської обл. -  24 січня 2023 р., м. Київ) — український художник живописець,  ілюстратор, педагог-кераміст.

## Життєпис
Кальненко Володимир провів дитинство на Київщині, в с. Нові Безрадичі, вихований  у народних українських традиціях бабусею Катрею.
У 1963 р. закінчив Республіканську середню художню школу-інтернат ім. Т.Шевченка [Архівовано 22 березня 2022 у Wayback Machine.] (викладач О. Павловська). 1971 р. закінчив Інститут живопису, скульптури та архітектури у Ленінграді  (майстерня Ю. Непринцева).[джерело?]
Проживаючи в  Петербурзі у власній  майстерні він організовує щотижневі зібрання українців. Вперше у 1964 р. започатковує легендарну «Тарасову ніч» — традицію не спати з 9 на 10 березня, зі слів художника: «не можна спати в цю ніч, бо проспимо…». Щороку відомі кобзарі, співаки, поети з усього Радянського Союзу приїздили до майстерні-мансарди художника, і всю ніч читали щоденники Шевченка, «Кобзаря», обговорювали маловідомі факти біографії Шевченка. Серія портретів відомих кобзарів (Г. Ткаченка, Адамцевича тощо) була написана під впливом гостин кобзарів у художника (портрети знаходять у Переяславському музеї кобзарства). З 1964 р. Кальненко більше 50 роки продовжує традицію «не спати» у ніч на 10 березня, а «Тарасові ночі»  перенесені до України, до Києва, з 2002 р. проводяться в церкві «Аскольдова могила».[джерело?]
Коли 1986 р. вибухнув Чорнобиль педагог Кальненко полишає  Мухінське художнє училище в Росії, і переводиться в Україну. У с. Гнідин на Київщині художник  стає одним із засновників Малої академії народних мистецтв ім. П.Чубинського. (1986—2001). В Україні починається новий етап його творчості.[джерело?]
Кальненка  ще знають як «того, що пішки пройшов…» в 1991 р. він долучається до пішого походу-реквієму «Останнім шляхом кобзаря», де пронесе посмертну маску Шевченка від Петербургу до Канева.[джерело?]

## Творчість
Його стиль називали[хто?] неофольклор . В його картинах поєднано українська символіка  і тексти на полотні, що характерно для  народних картин, експерименти з пропорціями, композицією, майстер  має свій неповторний колорит.[джерело?]
Його роботи зберігаються: в державних та міських музеях  України та у приватних колекціях у нашій країні і за кордоном (США, Бостонський Університет, Кафедра Україністики «Останній поцілунок гетьмана», Канада, Швейцарія, під Парижем, Росія), зібраннях укр. діаспори.[джерело?]
За плечима художника близько 30 виставок: групових і персональних, в Україні і за кордоном, сотні картин, ілюстрації книжок (дитяча книга поезій Стапана Щербака тощо), розписи храмів…[джерело?]
1987 р. нагороджений дипломом  Київської обласної премії в галузі народного мистецтва ім. Петра Верни.[джерело?]
2001 р. Кальненко пише картину-ікону  «Папа Римський говорить українською» по приїзду понтифіка в Україну, натхненний виступом «живою» українською мовою по радіо Папою Римським . Оригінал картини знаходиться в Торонто.[джерело?]
2015 р. введений в ранг Лицарі Колумба і відзначений  «за його духовний поступ утвердження українства в Україні» знаком лицарів св. Колумба в Україні  «KofC».[джерело?]
З 2014 р. розробляє 3 картини-триптихи  великого розміру на тему війни у постмодерному стилі  з елементами українського бароко.[джерело?]
Неординарна особистість художника не залишається поза увагою режисерів, журналістів, фотографів, особливо молоді. Серед останніх — телевізійний  фільм «Стезі пізнання» (реж. О. Домбровський, 2009 р.), інтерв'ю Кальненка прослідковуємо у ефірах радіо «Ера».[джерело?]
У 2014 р. молодий режисер Галина Лаврінець [Архівовано 18 квітня 2017 у Wayback Machine.] зняла документальний фільм про долю митця — дипломну роботу «Вперед, діти Вітчизни» [Архівовано 22 жовтня 2016 у Wayback Machine.]. Фільм представляв українські студентські фільми на реж. О. Домбровський у Києві, у Польщі та Одесі, презентував українську програму на Каннському Міжнародному фестивалі у 2016 р.[джерело?]
В 2015 р.  ім'я Володимира Кальненка внесено до ЕСУ (Енциклопедія Сучасної України)Т. 12 (Київ, 2012 р.)[значущість факту?]

## Перелік виставок
- 1972 — Всесоюзна виставка дипломних робіт (Академія мистецтв, м. Ленінград)[джерело?]
- 1975 — Виставка (м. Прага)[джерело?]
- 1976 — Виставка молодих художників (Спілка художників, м. Ленінград)[джерело?]
- 1977 — Виставка (Виставковий зал Петроградськогобудинку культури, м. Ленінград)[джерело?]
- 1977 — Виставка (Редакція часопису «Звезда», м. Ленінград)[джерело?]
- 1978 — Молодіжна виставка (Виставковий зал «Манеж», м. Ленінград)[джерело?]
- 1978 — Виставка (Будинок вчителя, м. Київ)[джерело?]
- 1979 — Виставка (Виставковий зал інституту фольклору, м. Ленінград)[джерело?]
- 1987 — Районна виставка вчителів (м. Бориспіль)[джерело?]
- 1988 --Виставка (Мала академія народних мистецтв, с. Гнідин)[джерело?]
- 1989 — Всесвітня художня виставка «Імпреза І» (м. Коломия)[джерело?]
- 1994 — Виставка (Краєзнавчий музей, м. Біла церква)[джерело?]
- 1995 — Виставка «Ностальгія» (Музей Т. Г. Шевченка, м. Київ) [Архівовано 25 березня 2022 у Wayback Machine.][джерело?]
- 1995 — Виставка (Церква Миколи Набережного, м. Київ)[джерело?]
- 1997 — Виставка (Музей літератури, м. Київ)[джерело?]
- 1997 — І Виставка до Дня Артистратига Михаїла  (Виставкова зала Контрактового дому, м. Київ)[джерело?]
- 2002 — Виставка (Європейський університет, м. Київ)[джерело?]
- 2002 — Виставка (Академія експериментальних наук, м. Київ)[джерело?]
- 2003 — Виставка (Виставковий зал Музею духовної спадщини, м. Київ)[джерело?]
- 2004 — Осінній салон (Спілка художників України, м. Київ)[джерело?]
- 2005 — Виставка «Майдан-2004»(Музей П.Тичини, м. Київ)[джерело?]
- 2007 — Гоголь-фест-І (Арсенал, м. Київ)[джерело?]
- 2008 — Гоголь-фест-II (Арсенал, м. Київ)[джерело?]
- 2009 — «Світлиця» (Музей  І.Гончара)[джерело?]
- 2010 — 150-ліття Т.Шевченка(Музей декоративного мистецтва, м. Канів)[джерело?]
- 2015 — «Contr-amnesia» Центральна бібілотека (м. Бориспіль)[джерело?]
- 2017 — Галерея «Світлиця» (містечко «Мануфактура», м. Київ)[джерело?]
- 2018 –  Виставка «Апокрифи» (Музей гетьманства м. Київ)[джерело?][4]